# 美国宪法第十七修正案
《美利坚合众国宪法》第十七修正案（英語：Seventeenth Amendment to the United States Constitution）簡稱「第十七修正案」（Amendment XVII），于1912年5月13日提出，1913年4月8日批准生效。其中规定美國联邦参议员需由公民进行直接选举选出，取代了宪法第一条第三款中参议员选举办法的规定；根据该款，“合众国参议院由每州州议会选举的两名参议员组成”，因此联邦参议员原本是由州议会选举而非公民直接选举。修正案还改变了参议员席位出现空缺时的补选程序，规定各州州长“在人民依该州议会指示举行选举填补缺额以前”“任命临时参议员”，而原本的规定这一缺额仍然是“在州议会下次集会”来进行“填补”的。两者的根本区别就是补选的参议员也将由公民而非州议会选出。最初宪法构建目的是为了确保联邦政府拥有足够数量的各州代表，并且保证他们不会过于倚赖民众支持和现时意愿、而能在“面对呈交国会的问题时表现得更高瞻远瞩:515”。然而随着时间的推移，州议会选举出现僵局，联邦参议员席位长时间得不到补充等，对之加以改革的呼声和运动也开始出现。
改革者曾于1828年、1829年和1855年提出宪法修正案，并在1890年代和1900年代引起了足够的重视，包括国务卿威廉·詹宁斯·布莱恩在内的进步主义者提出应该改变联邦参议员的选举方式。而伊莱休·鲁特和乔治·弗里斯比·哈尔为主的政治家则要求保持州议会选派参议员的制度。1910年，31个州议会通过了要求改革的提议；1912年，239个州或国家级政党承诺将改革选举制度为某种形式的直选，并且有33个州已经开始采用直接初选。随着以州主导的宪法修正案运动影响力越来越大，国会担心此举会引发一次各州直接要求召开的制宪会议，并最终提出了强制直接选举联邦参议员的宪法修正案：1912年5月13日通过后提交各州批准。1913年4月8日，在得到了足够数量州批准后，《美利坚合众国宪法第十七修正案》正式生效。1913年5月31日，国务卿威廉·詹宁斯·布莱恩正式宣布修正案通过。
对第十七修正案的批评者认为，改变参议员的选举方式将导致各州（议会）完全失去其在联邦政府中的代表权，进而违反宪法第五条中“不得剥夺任何一州在参议院平等投票权”的强制规定:515。这导致州议会逐步“陷入耻辱的境地”，而且联邦政府权利也有过度的扩张，特殊利益集团随之兴起，并取代州议会，填补了原有的权力真空:535。此外还有人对州长任命临时参议员的权力提出两个方面的疑虑，一是这样的规定应如何解读，二是能否允许州长拥有这种权力。因此，意识到这些问题的公众人物都表示希望改革甚至废除第十七修正案。

## 文本内容
The Senate of the United States shall be composed of two Senators from each State, elected by the people thereof, for six years; and each Senator shall have one vote. The electors in each State shall have the qualifications requisite for electors of the most numerous branch of the State legislatures.
When vacancies happen in the representation of any State in the Senate, the executive authority of such State shall issue writs of election to fill such vacancies: Provided, That the legislature of any State may empower the executive thereof to make temporary appointments until the people fill the vacancies by election as the legislature may direct.

This amendment shall not be so construed as to affect the election or term of any Senator chosen before it becomes valid as part of the Constitution.
译文：
- 合众国参议院由每州人民选举的两名参议员组成，任期六年；每名参议员有一票表决权。每个州的选举人应具备该州州议会人数最多一院选举人所必需的资格。
- 任何一州在参议院的代表出现缺额时，该州行政当局应发布选举令，以填补此项缺额。但任何一州的议会，在人民依该议会指示进行选举填补缺额以前，得授权本州行政长官任命临时参议员。
- 本修正案不得作如此解释，以致影响在本修正案作为宪法的一部分生效以前当选的任何参议员的选举或任期[3][4]。

## 背景

### 原本的规定

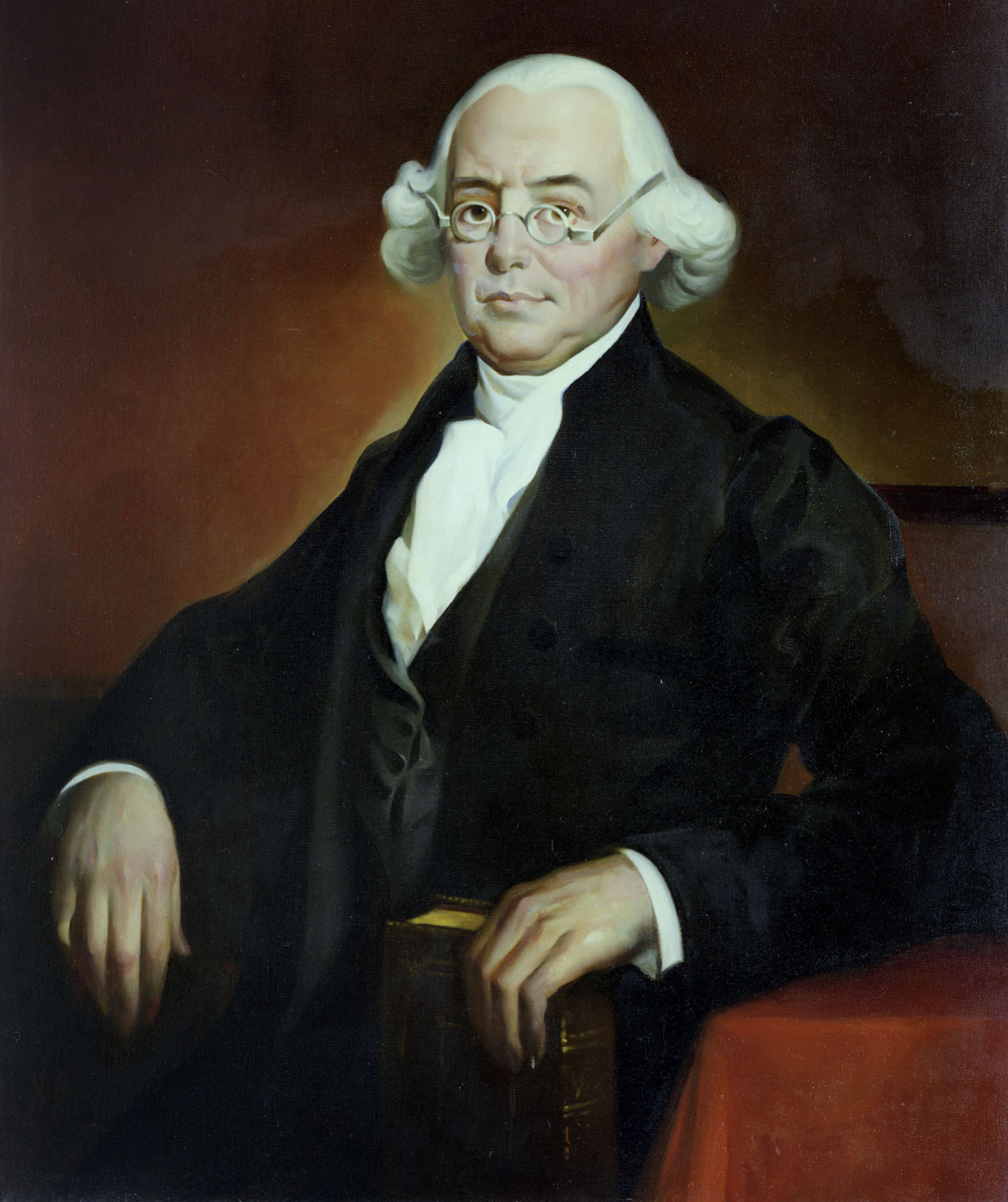
詹姆斯·威尔森 (美国国父)是制宪会议上唯一一位支持由公民选举联邦参议员的代表

根据宪法第一条第三款前两节的规定，各州议会选举该州的联邦参议员，任期6年:169。同时，根据制宪会议上人口大州和小州所达成康涅狄格妥协精神，宪法中规定各州无论大小，均拥有两名参议员:404，这一规定与由公民投票选举的联邦众议员恰恰相反。在当时，这也是一个几乎毫无争议的决定，只有宾夕法尼亚州的代表詹姆斯·威尔森主张参议员也应当由公民直接选举，而这一意见随即以十比一的投票结果予以否决:1013。
原本规定的参议员选举方法有很多优点。宪法制订以前，邦联政府不过是各州在《邦联条例》下自愿结成的联盟，各州公民仍然保持忠于其州；而在宪法之下，各州需要服从一个统一的中央政府。介于顾及当时的反联邦党人主张，各州选举参议员实质是做出一个保证：联邦政府权力不会毫无止境地扩大到吞并各州的程度:452，这一制度提供了一个将联邦政府权力分立的途径:516。同时，参议员更长的任期（六年）、并且不通过普选，则是为了防止他们像普选选出且任期较短（两年）的众议员那样，容易受到民意的直接影响，而且能对国会需要探讨议题提供一个更客观的立场:515。州议会从理论上还保留有“指示”该州联邦参议员投赞成或反对票的权力，这让各州在联邦政府中既拥有直接的代表权，又拥有间接的代表权:1019。
参议院还保证了正式的两院制，参议员和众议员分别负责完全不同的选区；这有助于防止联邦政府受到“特殊利益”的不良影响:176。当年参加制宪会议的代表将参议院视为一个等同于英国上议院的立法部门，其中包含有社会上“更优秀的一部分人”，并希望他们作为参议员，能够比众议员们更加冷静和稳定:180。

### 存在的问题
据第九巡回上诉法院法官杰伊·拜比所称，赞成以普选方式选举参议员的人集中主张原来的选举方式存在两方面问题：立法部门腐败和选举出现僵局:538。立法部门腐败主要是联邦参议员的选择过程中，存在通过收买来操纵选举及暗箱操作的情况。一些选民在选举参议员时，可能会更看重是否能得到金钱之类好处，而非候选人的能力。从1857到1900年，参议院调查了三起选举舞弊事件。比如1900年，威廉·A·克拉克就因被参议院认为他收买了蒙大拿州立法部门而宣告其当选无效。不过，拜比大法官和乔治梅森大学法学教授托德·泽维基则认为这样的担忧很大程度上是毫无根据的，其中缺乏有说服力和可信度的信息:539。在超过一个世纪的多次选举中，只有10次存在不当行为的指控:1022。
另一个存在的问题是选举僵局。因为需要由州议会来选举参议员，这一规则依赖于各州的议会能否在这个问题上达成多数一致。然而有些州就无法做到这一点，从而在向参议院派出代表的时间也由此而推迟。在少数情况下，甚至会出现部分州完全没有代表，整个系统也都因此失效的程度:541。从1891至1946年，一共有多达20个州的46次选举中出现僵局:1022；在最极端的例子中，一个特拉华州的参议员席位从1899年开始缺席，一直到1903年才有新的议员填补空缺:542。
不过，泽维基教授仍然认为这并不是像很多人以为得那样严重。僵局或许的确是一个问题，但这并不是常态，而是少数的例外，许多州的议会完全不会在选举中出现这种情况。会出现僵局的大部分都是在19世纪新加入联邦的西部各州，因为这些州的“立法部门缺乏经验，政党组织也很松散......当西部州的立法机关积累了一定经验后，僵局就不再那么频繁地出现了。”泽维基教授还指出，犹他州就是从1897至1899年经历过的僵局中吸取到了“一个很好的教学经验”，从此再也没有出现过同类情况:1024。
除了这两点以外，还有人担心一旦出现僵局，州议会的一系列其他日常工作也不能得到顺利开展；参议员的选举也会给州议会的日常工作造成了很大的干扰。1897年，俄勒冈州议会就出现了一次极端情况：由于在一个参议员席位问题上存在争议无法达成一致，州议会整整一年都没能通过任何法案:542。但詹姆斯·克里斯蒂安·尤尔（James Christian Ure）曾在《南德克萨斯法律评论》中表示这样的情况实际上从来都没有发生过。出现僵局时，州立法机关只会在“这天开始的时候举行一次投票，然后议会就会继续处理其它事情:286”。还有部分人感觉州议会中对参议员的选举会占据其工作中的主导地位；立法者将根据各自在参议员选举中的意图当选，而非基于他们对地方事务的见解:543。

### 呼吁改革

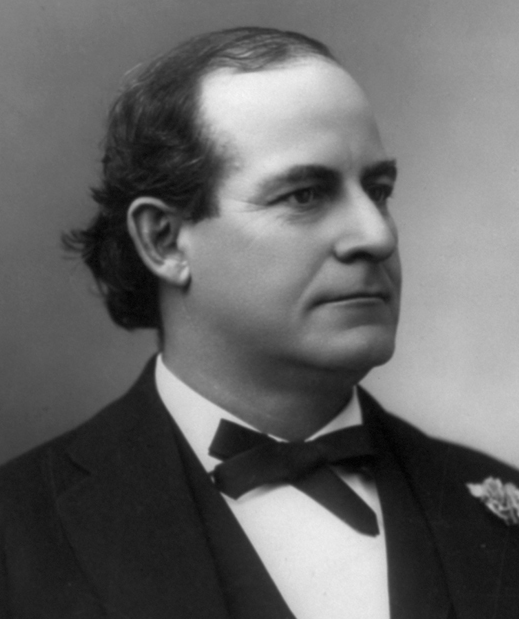
威廉·詹宁斯·布莱恩是提议参议员普选的代表人物

以宪法修正案改变联邦参议员选举方式的提议早在19世纪初就出现过，来自纽约州的联邦众议员亨瑞·R·斯托尔斯曾于1826年提出进行普选的修正案，此外1829和1855年也有过类似的修正案提出。最显眼的则是安德鲁·约翰逊的提议，他于1868年提出这一议题并认为这个想法的优点是“如此的显而易见”，以致于根本没有必要进行进一步的解释:536。1860年代也出现了首次国会对这一议题的重大争论，新泽西州的约翰·P·斯托克顿在州议会进行参议员选举投票时并没有获得过半数支持（但比其他候选人得票要多），因此联邦众议院和参议院举行投票是否要否决这一任命。最后斯托克顿的参议员席位得以保留，但作为回应，国会于1866年7月通过了一项法案规定州议会选举的参议员必须以绝对多数通过:536。
到了1890年代，支持参议员直接选举的人已经大幅增加，改革派们同时在两条战线上加以努力。第一条战线是人民党于1892年成功地将参议员直接选举纳入到了党纲中；1908年，俄勒冈州通过了由普选票选择联邦参议员的第一条法律，内布拉斯加州也很快通过了一样的法律。普选方式的支持者们指出，已经有十个州拥有非强制性的参议员候选人初选:537，公民将投票选出候选人，其选举结果将有效成为州议会投票的指导意见:537。改革派还呼吁更多的州推行类似的方法。另一条战线上的改革者们则朝宪法修正案努力，这得到了联邦众议院的强烈支持但起初也遭到了参议院的反对，而一旦修正案通过就将失去一项重要权力的州议会对此也令人意外地表示支持:537。到了1910年，31个州议会通过了呼吁通过一条宪法修正案来允许直接选举（参议员）的议案，同年反对改革的10位共和党参议员被扫地出门，“向参议院敲响了警钟”:537。
威廉·詹宁斯·布莱恩是改革派中的代表人物，而反对派中也有伊莱休·鲁特和乔治·弗里斯比·哈尔这样广受尊重的人物。鲁特是如此强烈地关心这个问题，以致于当第十七修正案通过后他也拒绝再参选连任:538。布莱恩及其他改革派努力强调现有系统的缺陷，特别是贪污和选举僵局来激起民众情绪，他们大声疾呼现在的参议员选举制度导致其与民意脱节，应该要让他们对民众有更加敏锐的责任感。通过州议会来进行选举被看成是不符合美国人民意愿的，是一个时代的错误，导致参议员成为了“一个远离普通民众的贵族群体，超然世外，对人民的福祉漠不关心”:544。哈尔则回应人民的稳定性和可信度都不及州议会，因此将选举参议员的责任移交给他们必定不能持久。其他反驳参议员直接选举提议的代表意见，还包括许多参议员之前都曾经直接选举担任过众议员，所以再通过一条宪法修正案将是毫无意义的:545。并且这还被看成是对各州权利和独立的一种威胁：立宪建国之初，各州都相当于是一个个独立的小国家，都拥有其独立的“主权，有权......拥有一个独立的国会分支......他们将各自的大使派遣到这个分支”，而改革派则反驳道改变参议员的选举方式并不会改变其责任:546。

## 批准

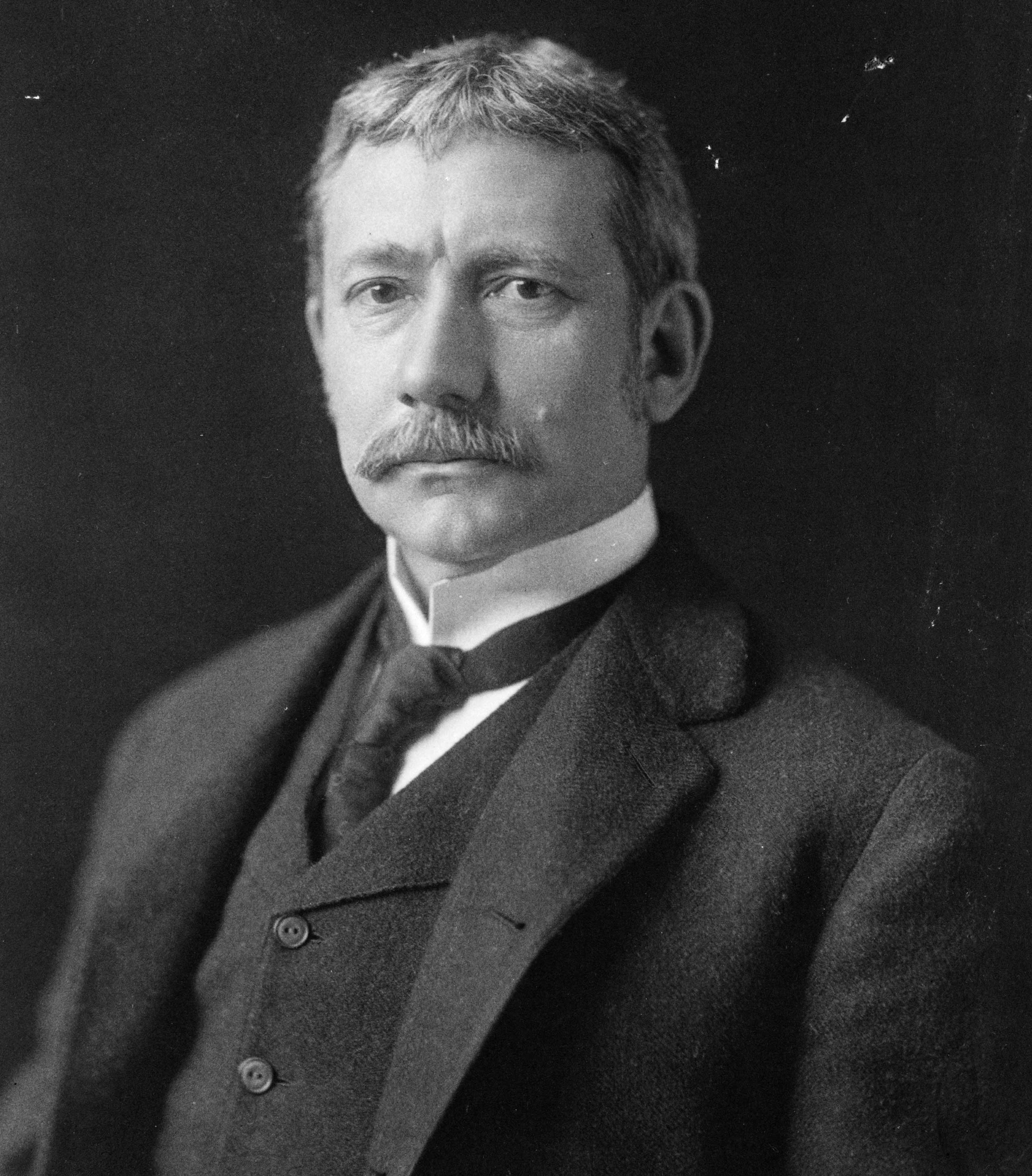
伊莱休·鲁特是仅有的三位在修正案通过期间的辩论过程中考虑到了其将对联邦制所产生冲击的国会议员之一

1912年，有239个州或国家级政党承诺某种形式的直接选举，并且有33个州已经开始采用直接初选:708。27个州曾提议召开制宪会议来提出宪法修正案，距宪法第五条中规定的三分之二州数仅差4个。亚历桑那州和新墨西哥州都在这一年加入了联邦，让全国州的总数达到48个，并且都愿意支持这一动议，而阿拉巴马州和怀俄明州则已经对此表示赞成，只是还没有正式提出要求:710。为了避免这样召开的制宪会议上可能会出现的一些意外或是对国家造成损害的修正案获得通过，国会终于提出了强制规定以直接选举方式选举联邦参议员的修正案。1911年6月12日，修正案在联邦参议院以64票赞成，24票反对，4人没有投票获得通过，并于1912年5月13日在联邦众议院以238票赞成，39票反对，110人没有投票获得通过。1913年4月8日，康涅狄格州成为第36个批准修正案的州，总数达到法定要求的四分之三多数而生效:711。1913年5月31日，国务卿威廉·詹宁斯·布莱恩正式宣布修正案通过:190。
拉尔夫·A·罗森（Ralph A. Rossum）在《圣地亚哥法律评论》（San Diego Law Review）上写道，对修正案通过的辩论缺乏“对其将会对联邦制所产生冲击的任何严肃或系统性考量......大众媒体、政党纲要、众议院和参议院以及州议会等在批准期间的辩论几乎完全都是专注于对民主的促进、政治腐败的消除、精英政治的失势以及免去了各州（议会）繁重而艰巨的责任。唯一的3个例外是鲁特、哈尔和众议员富兰克林·巴特勒”:712。
各州批准修正案的具体日期如下：
| 州           | 批准日期:711  |
| ------------ | ------------- |
| 马萨诸塞州   | 1912年5月22日 |
| 亚历桑那州   | 1912年6月3日  |
| 明尼苏达州   | 1912年6月10日 |
| 纽约州       | 1913年1月15日 |
| 堪萨斯州     | 1913年1月17日 |
| 俄勒冈州     | 1913年1月23日 |
| 北卡罗莱纳州 | 1913年1月25日 |
| 加利福尼亚州 | 1913年1月28日 |
| 密歇根州     | 1913年1月28日 |
| 艾奥瓦州     | 1913年1月30日 |
| 蒙大拿州     | 1913年1月30日 |
| 爱达荷州     | 1913年1月31日 |
| 西弗吉尼亚州 | 1913年2月4日  |
| 科罗拉多州   | 1913年2月5日  |
| 内华达州     | 1913年2月6日  |
| 德克萨斯州   | 1913年2月7日  |
| 华盛顿州     | 1913年2月7日  |
| 怀俄明州     | 1913年2月8日  |
| 阿肯色州     | 1913年2月11日 |
| 缅因州       | 1913年2月11日 |
| 伊利诺伊州   | 1913年2月13日 |
| 北达科他州   | 1913年2月14日 |
| 威斯康星州   | 1913年2月18日 |
| 印第安纳州   | 1913年2月19日 |
| 新罕布什尔州 | 1913年2月19日 |
| 佛蒙特州     | 1913年2月19日 |
| 南达科他州   | 1913年2月19日 |
| 俄克拉荷马州 | 1913年2月24日 |
| 俄亥俄州     | 1913年2月25日 |
| 密苏里州     | 1913年3月7日  |
| 新墨西哥州   | 1913年3月13日 |
| 内布拉斯加州 | 1913年3月14日 |
| 新泽西州     | 1913年3月17日 |
| 田纳西州     | 1913年4月1日  |
| 宾夕法尼亚州 | 1913年4月2日  |
| 康涅狄格州   | 1913年4月8日  |
| 路易斯安纳州 | 1913年6月11日 |
| 阿拉巴马州   | 2002年4月11日 |
| 特拉华州     | 2010年7月1日  |
| 马里兰州     | 2012年4月1日  |

以下几个州没有批准第十七修正案：
1. 犹他州（明确驳回了修正案[20]）
2. 佛罗里达州
3. 乔治亚州
4. 肯塔基州
5. 密西西比州
6. 罗德岛州
7. 南卡罗莱纳州
8. 弗吉尼亚州

## 效果
第十七修正案通过后，联邦参议员开始由州议会选举改为由各州人民普选；各州仍然有权派出两员参议员。修正案也更改了参议员出现空缺时的补选规则，根据宪法中的原有规定，当联邦参议员出现空缺时，州议会“填补此项缺额”，第十七修正案则规定州议会可以授权州行政长官作出临时任命，直到“人民依该议会指示举行选举填补缺额”为止。其中“指示人民举行选举”的权力同样可以授予州长。

### 冲击

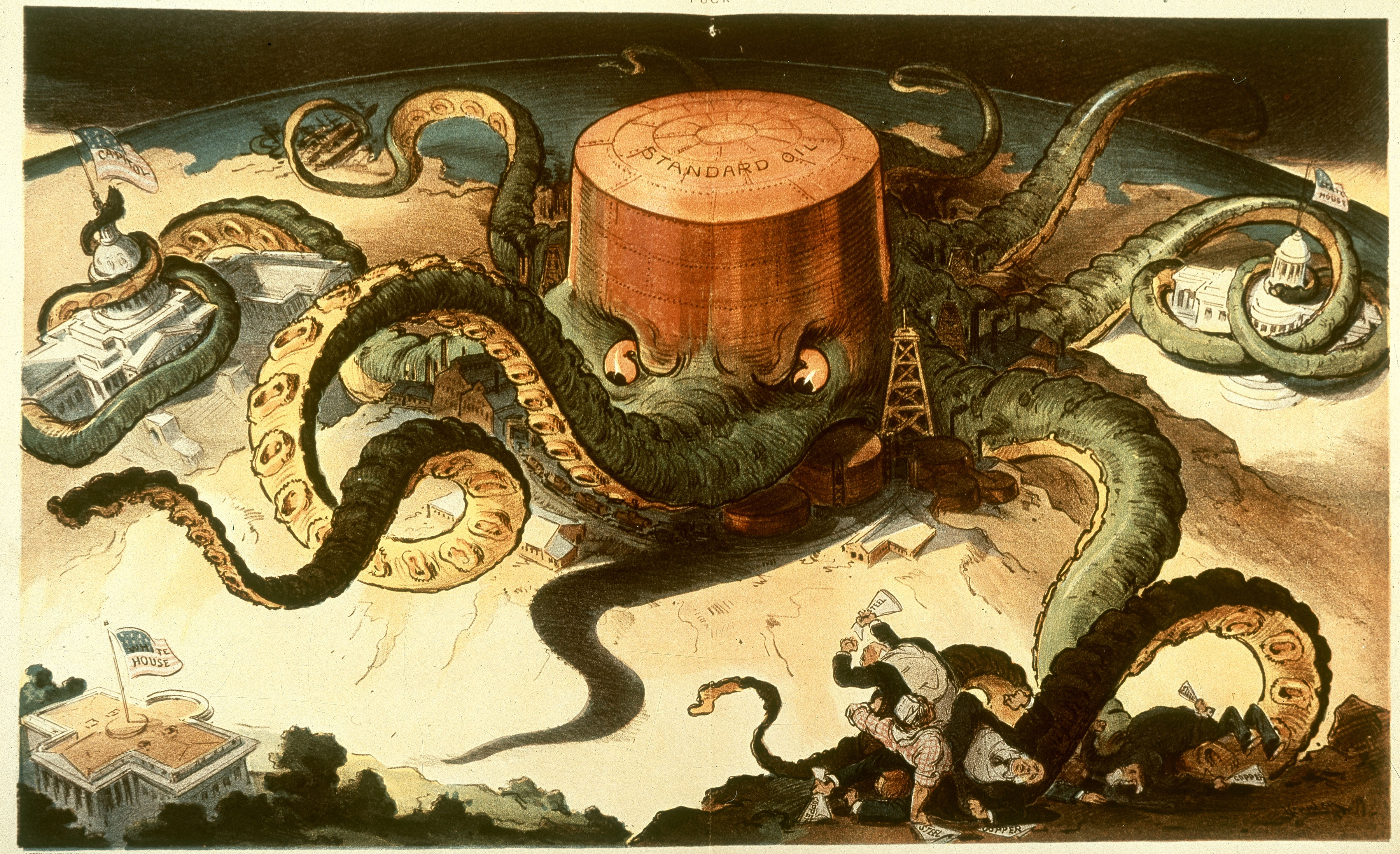
镀金时代的垄断企业再也不能通过收买州议会（右）来秘密地操纵联邦参议院（左）了

第十七修正案改变了各州的党派现状，“对联邦参议院的政治构成有着直接而重大的影响”:552。在联邦最高法院通过判决要求一人一票以前，乡镇和郡市在州议会中的代表权是相等的。由于一般情况下乡镇的人口比较稀少，郡和市的人口则要多得多，因此将导致一张乡镇居民的选票等同于200张城市居民的选票。这样不公平分配的州立法部门将在1916年联邦参议员选举中把参议院的控制权交给共和党。而在直接选举下，每一票的代表权都是均等的，民主党也就保住了对参议院的控制权:552-533。
参议院也像众议院一样采用普选选举后，州议会的声誉仍继续因武断和腐败而下滑。法官杰伊·拜比认为这条修正案的通过将导致州议会不再受到国会的关注而“陷入耻辱的境地”。不过进步措施的施行也使联邦政府摆脱了几十年来声名狼藉不断反复的状态:535。
罗斯福新政立法是另一个联邦法规不断扩大，进而推翻州议会在地方煤炭、石油、玉米和棉花上利益的典型例子:715。詹姆斯·克里斯蒂安·尤尔也同意这一看法，并表示现在不仅每一位参议员都可以忽视其所在州的利益，他们“还会在使用自己拥有的建议和批准权时不惜牺牲州的主权，让更倾向于增强联邦政府权力的人成为联邦最高法院大法官”:288。20世纪上半叶，由于有民选的共和党和民主党参议员确认提名，联邦最高法院开始将权利法案应用到州法律系统中，推翻任何州损害公民第十四修正案权利的判决。

### 联邦参议员的第一次直接选举
第十七修正案通过后举行的首次联邦参议员直接选举日期如下：
- 1913年：马里兰州的一个参议员席位出现空缺因此进行补选，其任期于1917年结束；
- 1914年：第三组共32名参议员，任期从1915年开始至1921年结束；
- 1916年：第一组共32名参议员，任期从1917年开始至1923年结束；
- 1918年：第二组共32名参议员，任期从1919年开始至1925年结束。

俄克拉荷马州于1907年加入联邦，之后一共由州议会选举过3位参议员，1907年加入联邦时两次，1908年一次。1912年，该州通过民选方式重新选举出罗伯特·莱瑟姆·欧文担任联邦参议员。
1912年加入联邦的新墨西哥州仅在加入时由州议会选举过两位联邦参议员，而同样加入的亚历桑那州则最初两位联邦参议员也是民选的。至于直到1959年才加入联邦的阿拉斯加州和夏威夷州均从未由州议会选举过联邦参议员。

### 解读、争论和改革
1991年4月4日，宾夕法尼亚州联邦参议员H·约翰·海恩兹三世在任内去世。该州州长罗伯特·P·凯西随后指定了一位替补人选并召集了一次没有包含初选的特别选举。一位投票人并且预期将是候选人的小约翰·S·特林西（John S. Trinsey, Jr.）认为缺少初选违反了第十七修正案，并且也侵犯了第十四修正案所赋予他的投票权:940，于是他提出了起诉。1991年8月6日，联邦第三巡回上诉法院对特林西诉宾夕法尼亚州案作出判决认为第十七修正案并没有要求初选:945。
解读分析的另一个议题是州法对州长任命临时参议员权力的规定是否合宪。曾担任联邦最高法院大法官哈利·布莱克蒙助理的维克拉姆·阿马尔教授在《黑斯廷斯宪法法律季刊》上声称，怀俄明州有关州长在提名临时参议员人选时，只能选择一个和未能继续任职参议员同党派人士的规定违反了第十七修正案:728。这主要是基于第十七修正案的文本内容，其中写道“任何一州的议会......得授权本州行政长官任命临时参议员”。修正案只授权州议会将任命临时参议员的权力再授予州长，但只要已经授予了州长，议会就不能再进行干预。这一授权只涉及是否由州长来任命临时参议员，而非其应该如何任命:729-730。另一位宪法学教授桑福德·里文森则对此表示反对。他认为对宪法条文含义的解读不应该局限在文字性的分析上，而应该考虑其在何种情况下最符合各州的利益，比如这个例子下就应该是议会可以对州长的任命权加以限制。
由于第十七修正案的影响存在争论，对其加以改革甚至废除的倡导也一直呼声不绝。随着2009年美国总统巴拉克·奥巴马开始任职，有4位民主党参议员离职加入行政部门，包括奥巴马（总统）、乔·拜登（副总统）、希拉里·克林顿（国务卿）和肯·萨拉查（内务部长）。随后，伊利诺伊州州长罗德·布拉戈耶维奇和纽约州州长大卫·帕特森任命的继任人选引起了很大的争议，并且也造成废除州长任命参议员权力的呼声达到高峰。威斯康星州参议员鲁斯·菲恩戈尔德和加利福尼亚州众议员大卫·德里尔提出了去除这一权力的修正案，参议员约翰·麦凯恩和迪克·德宾以及众议员约翰·康耶斯也对此表示附议。茶党运动则已经走在了废除第十七修正案运动的前列，坚称这样将有效缩减联邦政府的权力并保护各州的权力。